# Lijst van rijksmonumenten in Dinxperlo
De plaats Dinxperlo telt 5 inschrijvingen in het rijksmonumentenregister. Hieronder een overzicht.
| Object | Oorspronkelijke functie? | Bouwjaar                                             | Architect | Locatie           | Coördinaten?                  | Nr.?  | Afbeelding        |
| --- | ------------------------ | ---------------------------------------------------- | --------- | ----------------- | ----------------------------- | ----- | ----------------- |
| Nederlands Hervormde Kerk (Sint-Liboriuskerk of O.L. Vrouwekerk)                                             | Kerk en kerkonderdeel    | eind 15e eeuw (koor) 1509 (schip) 1948-'51 (rest.)   |           | Markt 2           | 51° 51' 41" NB, 6° 29' 15" OL | 12915 | Meer afbeeldingen |
| Toren Sint-Liboriuskerk                                                                                      | Kerk en kerkonderdeel    | ca. 1400 1545 (uitb.)                                |           | Markt bij 2       | 51° 51' 41" NB, 6° 29' 14" OL | 12916 | Meer afbeeldingen |
| Grenslandmuseum, boerderij met dwars woongedeelte onder schilddak en met in de verdieping nog de Empireramen | Boerderij                | ca. 1800 mogelijk 16e eeuw (metselwerk)              |           | Markt 1           | 51° 51' 41" NB, 6° 29' 16" OL | 12917 | Meer afbeeldingen |
| Dames te Beesthuis                                                                                           | Woonhuis                 | 1623 (opzet) 1766 (herb.) ca. 1876 (sterk gewijzigd) |           | Raadhuisstraat 10 | 51° 51' 40" NB, 6° 29' 16" OL | 12921 | Meer afbeeldingen |
| Kerkje "De Rietstap"                                                                                         | Kerk en kerkonderdeel    | 1911                                                 |           | Rietstapperweg 7  | 51° 51' 29" NB, 6° 28' 28" OL | 12922 | Meer afbeeldingen |